# Quartetto per archi n. 3 (Tippett)
Il Quartetto per archi n. 3 in è un quartetto per archi del compositore britannico Michael Tippett. Composto nel 1946, comprende cinque movimenti.

## Analisi del lavoro
1. Grave e sostenuto - Allegro moderato
2. Andante
3. Allegro molto e con brio
4. Lento
5. Allegro comodo

Durata dell'esecuzione: 31 minuti circa.